# Soneacinosillea, Bahciîsarai
Soneacinosillea (în ucraineană Сонячносілля) este un sat în comuna Holubînka din raionul Bahciîsarai, Republica Autonomă Crimeea, Ucraina.

## Demografie
Componența lingvistică a localității Soneacinosillea
     Rusă (47,7%)
     Tătară crimeeană (33,33%)
     Ucraineană (16,09%)
Conform recensământului din 2001, nu exista o limbă vorbită de majoritatea populației, aceasta fiind compusă din vorbitori de rusă (47,7%), tătară crimeeană (33,33%) și ucraineană (16,09%).